# Романченко Микола Захарович
Микола Захарович Романченко (29 серпня 1921, село Романів, нині смт, районний центр Житомирської області — 22 березня 1991, місто Львів) — український радянський поет, журналіст. Член Спілки письменників України від 1958 року.

## Біографія
Народився в бідній селянській родині у селі Романові (за іншими даними — у селі Лісове) на Житомирщині. Деякий час працював кореспондентом республіканської газети «Комсомолець України». У 1937 році вступив, а в 1940 році закінчив Український комуністичний інститут журналістики.
У жовтні 1940—1959 р. — у Радянській армії. Учасник німецько-радянської війни з 1941. Служив відповідальним секретарем редакції газети «За Родину» 302-ї стрілецької дивізії 51-ї армії, відповідальним редактором газети «В бой за Родину» 99-ї стрілецької дивізії 1-ї гвардійської армії, з 1944 року — кореспондентом-організатором україномовної газети «За честь Батьківщини» 1-го Українського фронту. Воював на Кримському, Північно-Кавказькому, Сталінградському, Південному, Воронезькому, 1-му Українському фронтах. 
Член ВКП(б) з 1942 року.
До 1959 року — спеціальний кореспондент газети Прикарпатського військового округу «Сталинское знамя».
Працював заступником голови правління, відповідальним секретарем Львівської організації Спілки письменників України. Довгий час очолював партійну організацію Львівської письменницької організації. З 1966 до 1967 року — заступник головного редактора Львівського журналу «Жовтень».
У 1967—1968 роках — головний редактор Львівського журналу «Жовтень». У 1968—1976 роках — заступник головного редактора Львівського журналу «Жовтень».
Помер 22 березня 1991 року у Львові.

## Твори
- Збірки поезій:
  - «Зоря моя» (1956),
  - «Пісню іду шукати» (1961),
  - «Вітчизну славлю» (1962),
  - «Грім і колос» (1964);
- Повість «Захмарний гарнізон» (1966)
- Книга нарисів, спогадів і подорожних нотаток «Рубежі» (1977).

## Звання
- інтендант ІІІ-го рангу
- капітан
- майор
- підполковник
- полковник прикордонних військ КДБ СРСР

## Нагороди
- два ордени Червоної Зірки (31.01.1944,)
- орден Вітчизняної війни 2-го ступеня (14.04.1945)
- орден Вітчизняної війни 1-го ступеня (6.04.1985)
- медаль «За бойові заслуги» (19.02.1943)
- медаль «За оборону Сталінграда»
- медалі